# Stíhač ponorek typu 037
Stíhač ponorek typu 037 (v kódu NATO třída Hainan) je třída pobřežních protiponorkových hlídkových lodí Námořnictva Čínské lidové osvobozenecké armády. Celkem bylo postaveno 124 jednotek této třídy, z nichž 99 bylo dodáno námořnictvu ČLOA a ostatní darovány či exportovány.

## Stavba

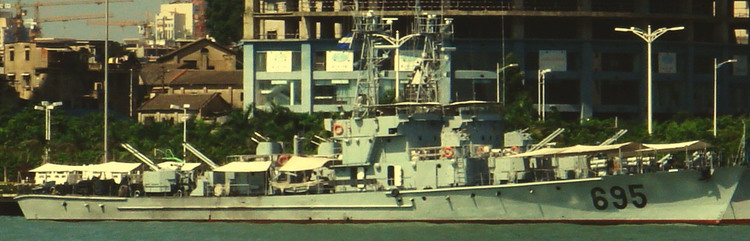
Plavidlo typu 037

Třída byla vyvinuta na základě sovětských stíhačů ponorek Projektu 122bis (třída Kronshtadt). Byly však větší. Jejich stavba probíhala od roku 1964. Celkem bylo postaveno 124 jednotek této třídy (121 kusů základního modelu, 3 záchranné a 2 nemocniční lodě). Do zahraničí bylo 10 kusů darováno a 12 prodáno.

## Konstrukce
Čluny jsou vybaveny přehledovým radarem Top Plate (kód NATO) a sovětským trupovým sonarem Tamir-11. Vyzbrojeny jsou dvěma dvojitými 57mm kanóny typu 66 (první série nesly dva 76mm kanóny Mk.26), dvěma dvojitými 25mm kanóny typu 61, čtyřmi pětihlavňovými vrhači hlubinných pum RBU-1200, dále dvěma vrhači BMB-2 (typ 64) a dvěma spouštěči hlubinných pum. Neseno může být až 12 min. Pohonný systém tvoří čtyři diesely o celkovém výkonu 8000 hp, pohánějící čtyři lodní šrouby. Nejvyšší rychlost dosahuje 30,5 uzlu. Dosah je 1300 námořních mil při rychlosti 15 uzlů.

## Zahraniční uživatelé
Alžírsko
- Alžírské námořnictvo v letech 1990–1991 získalo sedm jednotek této třídy.[2]

 Bangladéš
- Bangladéšské námořnictvo v letech 1982 a 1982 získalo dvě jednotky této třídy.[2]

 Egypt
- Egyptské námořnictvo v letech 1983–1984 získalo osm jednotek této třídy.[2]

 Myanmar (Barma)
- Myanmarské námořnictvo v letech 1991–1993 získalo šest jednotek této třídy.[2]

 Pákistán
- Pákistánské námořnictvo roku 1981 získalo čtyři jednotky této třídy.[2]

 Severní Korea
- Námořnictvo Korejské lidové armády v letech 1975, 1976 a 1978 získalo šest jednotek této třídy.[2]